# 戦略的提携
戦略的提携（せんりゃくてきていけい）とは経営学用語の一つ。これは複数の企業が対等の立場に立った上で、共同で事業を推進するようになるということ。これを行うということで、それぞれの得意分野を活かした研究開発や、複数の企業で業務を分担し共同で業務を行えるということから、企業の競争力が増すというメリットが存在する。このような戦略的提携というのは近年ますます広く行われているということであり、その背景には市場がグローバル化してきたことから単独の企業で業務を行っていたならば世界規模では通用しなくなってきたからである。